# Michael Jackson's This Is It
| 전문가 평가          | 전문가 평가 |
| 평가 점수            | 평가 점수   |
| 출처                 | 점수        |
| -------------------- | ----------- |
| AllMusic             | [ 1 ]       |
| Consequence of Sound | [ 2 ]       |
| Entertainment Weekly | (B+)        |
| IGN                  | (8.9)       |
| The Independent      | [ 5 ]       |
| Rolling Stone        | [ 6 ]       |
| Newsday              | (favorable) |
| The Times            | [ 8 ]       |

《Michael Jackson's This Is It》(또는 간단히 《This Is It》)은 미국의 가수 마이클 잭슨의 사후 더블 디스크 사운드트랙 음반이다. MJJ 뮤직이 2009년 10월 26일 발매한 《This Is It》은 이전에 발매한 음악과 이전에 발매되지 않은 잭슨의 6개의 음반이 수록되어 있다. 《This Is It》은 《마이클 잭슨의 디스 이즈 잇》의 극장 개봉과 동시에 개봉되었는데, 이 영화는 런던의 O2 아레나에서 열린 잭슨의 This Is It 콘서트 시리즈의 리허설을 기록한 콘서트 영화다. 《This Is It》은 2009년 6월 25일 잭슨이 사망한 이후 소니와 모타운/유니버셜이 발매한 여섯 번째 음반이다.
《This Is It》은 미국, 캐나다, 일본, 이탈리아, 프랑스를 포함한 14개국에서 1위로 데뷔했다. 《This Is It》은 또한 몇몇 다른 나라에서도 톱 10 안에 들었다. 《This Is It》은 여러 나라에서 골드, 플래티넘, 더블 플래티넘 인증을 받았다. 《This Is It》은 2009년 미국에서 12번째로 많이 팔린 음반이며, 전 세계 판매량을 기준으로 2009년 세 번째로 많이 팔린 음반이다. 2010년 3월까지 이 사운드트랙은 전 세계적으로 5백만 장이 팔렸다. 음반의 타이틀곡인 〈This Is It〉은 2011년 제53회 그래미 어워드에서 최우수 남성 팝 보컬 퍼포먼스 부문 후보에 올랐다.

## 배경 및 개념
마이클 잭슨은 2009년 6월 25일 50세의 나이로 심장마비로 사망했다(나중에 잭슨이 "벤조디아제핀 효과"와 함께 "급성 프로포폴 중독"으로 사망한 것으로 밝혀졌다). 죽기 전에, 잭슨은 2009년 7월 13일부터 2010년 3월 6일까지 런던의 O2 아레나에서 열린 This Is It 컴백 쇼에서 50개의 콘서트를 열 계획이었다. 2009년 6월 25일, 소니 뮤직 엔터테인먼트는 잭슨의 콘서트 다큐멘터리 영화인 《마이클 잭슨의 디스 이즈 잇》을 위한 2개의 디스크 컴필레이션 "사운드트랙"을 발매한다고 발표했다. 2009년 10월 26일, 영화 개봉 하루 전에 개봉될 것이라고 발표했다. 《This Is It》은 2009년 6월 잭슨의 사망 이후 소니와 모타운/유니버셜이 발매한 여섯 번째 사후 음반이다. 이전의 5개의 음반들은 《The Collection》, 《Hello World: The Motown Solo Collection》, 《The Stripped Mixes》, 《The Definitive Collection》, 그리고 《The Remix Suite》이다. 《This Is It》은 소니 뮤직의 에픽 레코드에서 발매되었지만, 일부 국가에서는 소니 뮤직 엔터테인먼트 산하에 《This Is It》이 등재되어 있다. 이 음반은 아마존에서 콤팩트 디스크로, 아이튠즈 스토어에서 디지털 다운로드로 선주문할 수 있었다. 계획대로, 《This Is It》은 2009년 10월 26일, 미국과 전 세계에 10월 27일에 발매되었다. 현재 이 CD는 아마존 프라임 서비스 회원들만 Amazon.com에서 주문할 수 있다. 2019년 12월 11일 한정판 10주년 기념 박스 세트가 발매됐다.

## 상업적 성과
닐슨 사운드스캔에 따르면, 《This Is It》은 빌보드 200에서 첫 주에 373,000장이 팔리면서 1위로 데뷔했다. 이 음반은 2009년 미국에서 5번째로 높은 판매량을 기록했다. 《빌보드》 사운드트랙 차트에서도 1위로 데뷔한 《This Is It》은 잭슨의 여섯 번째 1위 진입을 알렸다. 《This Is It》은 2001년에 366,300장이 팔린 잭슨의 이전 음반 《Invisible》의 첫 주 판매량을 약간 앞질렀다. 《This Is It》의 차트 성과는 잭슨과 몇몇 다른 아티스트들과 함께 빌보드 200 차트에서 가장 많은 1위를 차지했으며, 솔로 남성 아티스트들 중 잭슨은 현재 51개의 엔트리로 가스 브룩스와 함께 2위를 달리고 있다. 잭슨의 《This Is It》 음반은 9주 동안 129만 장이 팔려 2009년 12번째로 많이 팔린 음반이었다. 2013년 8월 기준으로 미국에서 총 1,735,000장이 판매되었다. 리미티드 에디션으로 발행된 소니 뮤직과의 계약에 따르면 이 비디오는 킹스턴 컴퍼니에 의해 USB 플래시 드라이브로 판매되고 있다.
국제적으로, 《This Is It》은 비슷한 상업적인 반응을 얻었다. 이 음반은 2009년 10월 26일과 10월 27일에 전 세계적으로 발매되었으며, 14개국에서 1위로 데뷔했다. 이 14개국은 이탈리아, 프랑스, 스웨덴, 네덜란드를 포함하며, 이 음반은 네덜란드에서 2주 연속 1위를 지켰다. 《This Is It》이 1위로 데뷔하거나 정점을 찍지 못한 다른 나라들은 2위, 덴마크, 호주, 스위스가 3위, 노르웨이와 영국이 4위, 아일랜드가 6위를 차지했다. 발매 2주차에 차트 순위는 상승과 하락을 동시에 보였다. 독일은 4개에서 3개로, 아일랜드는 6개에서 5개로 늘었고 스위스와 노르웨이에서는 각각 2위와 3위를 지켰다. 발매 3주째, 음반은 아일랜드에서 3위로 정점을 찍었다. 《This Is It》은 영국에서 발매된 첫 주에 78,000개가 팔렸다.
《This Is It》은 전 세계 여러 국가에서 출시된 이후 여러 인증을 받았다. 단, 인증서당 판매량은 국가별로 다르다. 《This Is It》은 영국에서 발매된 지 4일 만에 10월 30일 10만 장 판매 골드 인증을 받았고, 2009년 11월 27일 30만 장 판매 플래티넘 인증을 받았다. 이 음반은 2009년 12월 4일 미국 음반 산업 협회에 의해 2배 플래티넘 인증을 받았다. 《This Is It》은 호주 음반 산업 협회에 의해 7만 장 이상의 호주 내 출하량에 대해 플래티넘 인증을 받았다. 이 음반은 또한 캐나다에서 4만 장 이상의 판매로 캐나다 음반 산업 협회로부터 골드 인증을 받았고, 이탈리아에서 21만 장 이상의 판매로 이탈리아 음악 산업 협회로부터 3배 플래티넘 인증을 받았고, 뉴질랜드 음반 산업 협회의 플래티넘 2배, 뉴질랜드에서 30,000장 이상의 판매고를 올렸다. 이 음반은 2009년 전 세계 판매량 기준으로 세 번째로 많이 팔린 음반이었다. 2010년 3월까지 이 사운드트랙은 전 세계적으로 5백만 장이 팔렸다.

## 곡 목록
| #   | 제목                                     | 작사·작곡                                     | 재생 시간 |
| --- | ---------------------------------------- | --------------------------------------------- | --------- |
| 1.  | 〈Wanna Be Startin' Somethin'〉          | 마이클 잭슨                                   | 6:03      |
| 2.  | 〈Jam〉                                  | 잭슨, 르네 무어, 브루스 스위디언, 테디 라일리 | 5:39      |
| 3.  | 〈They Don't Care About Us〉             | 잭슨                                          | 4:45      |
| 4.  | 〈Human Nature〉                         | 스티브 포카로, 존 베티스                      | 4:06      |
| 5.  | 〈Smooth Criminal〉                      | 잭슨                                          | 4:18      |
| 6.  | 〈The Way You Make Me Feel〉             | 잭슨                                          | 4:59      |
| 7.  | 〈Shake Your Body (Down to the Ground)〉 | 잭슨, 랜디 잭슨                               | 3:47      |
| 8.  | 〈I Just Can't Stop Loving You〉         | 잭슨                                          | 4:13      |
| 9.  | 〈Thriller〉                             | 로드 템퍼턴                                   | 5:58      |
| 10. | 〈Beat It〉                              | 잭슨                                          | 4:18      |
| 11. | 〈Black or White〉                       | 잭슨, 빌 보트렐                               | 4:17      |
| 12. | 〈Earth Song〉                           | 잭슨                                          | 6:47      |
| 13. | 〈Billie Jean〉                          | 잭슨                                          | 4:55      |
| 14. | 〈Man in the Mirror〉                    | 시다 가렛, 글렌 발라드                        | 5:21      |
| 15. | 〈This Is It〉                           | 잭슨, 폴 앵카                                 | 3:38      |
| 16. | 〈This Is It (오케스트라 버전)〉         | 잭슨, 앵카                                    | 4:56      |

| #  | 제목                                   | 작사·작곡 | 재생 시간 |
| -- | -------------------------------------- | --------- | --------- |
| 1. | 〈She's Out of My Life (데모)〉        | 톰 바일러 | 3:20      |
| 2. | 〈Wanna Be Startin' Somethin' (데모)〉 | 잭슨      | 5:44      |
| 3. | 〈Beat It (데모)〉                     | 잭슨      | 2:04      |
| 4. | 〈Planet Earth (낭송시)〉              | 잭슨      | 3:15      |

## 인증
| 국가                                                                                         | 인증        | 판매량/출하량 |
| -------------------------------------------------------------------------------------------- | ----------- | ------------- |
| 오스트레일리아 (ARIA)                                                                        | 플래티넘    | 70,000^       |
| 오스트리아 (IFPI 오스트리아)                                                                 | 플래티넘    | 20,000*       |
| 벨기에 (BEA)                                                                                 | 2× 플래티넘 | 60,000*       |
| 캐나다 (뮤직 캐나다)                                                                         | 2× 플래티넘 | 160,000^      |
| 덴마크 (IFPI Danmark)                                                                        | 플래티넘    | 30,000^       |
| 핀란드 (Musiikkituottajat)                                                                   | 골드        | 10,460        |
| GCC (IFPI 중동)                                                                              | 플래티넘    | 6,000*        |
| 독일 (BVMI)                                                                                  | 골드        | 100,000^      |
| 그리스 (IFPI 그리스)                                                                         | 플래티넘    | 6,000^        |
| 헝가리 (MAHASZ)                                                                              | 2× 플래티넘 | 12,000^       |
| 아일랜드 (IRMA)                                                                              | 플래티넘    | 15,000^       |
| 이탈리아 (FIMI)                                                                              | 4× 플래티넘 | 240,000*      |
| 일본 (RIAJ)                                                                                  | 플래티넘    | 250,000^      |
| 멕시코 (AMPROFON)                                                                            | 골드        | 30,000^       |
| 네덜란드 (NVPI) video                                                                        | 플래티넘    | 50,000^       |
| 뉴질랜드 (RMNZ)                                                                              | 2× 플래티넘 | 30,000^       |
| 폴란드 (ZPAV)                                                                                | 플래티넘    | 20,000*       |
| 러시아 (NFPF)                                                                                | 플래티넘    | 20,000*       |
| 스웨덴 (GLF)                                                                                 | 플래티넘    | 40,000        |
| 스페인 (PROMUSICAE)                                                                          | 플래티넘    | 60,000^       |
| 영국 (BPI)                                                                                   | 2× 플래티넘 | 600,000       |
| 미국 (RIAA)                                                                                  | 2× 플래티넘 | 2,000,000^    |
| 요약                                                                                         |             |               |
| 유럽 (IFPI)                                                                                  | 플래티넘    | 1,000,000*    |
| *판매량을 기반으로 한 인증 · ^출하량을 기반으로 한 인증 · 판매량+스트리밍을 기반으로 한 인증 |             |               |